# 普陀山
座標: 北緯30度00分39秒 東経122度23分11秒 / 北緯30.0108度 東経122.3864度

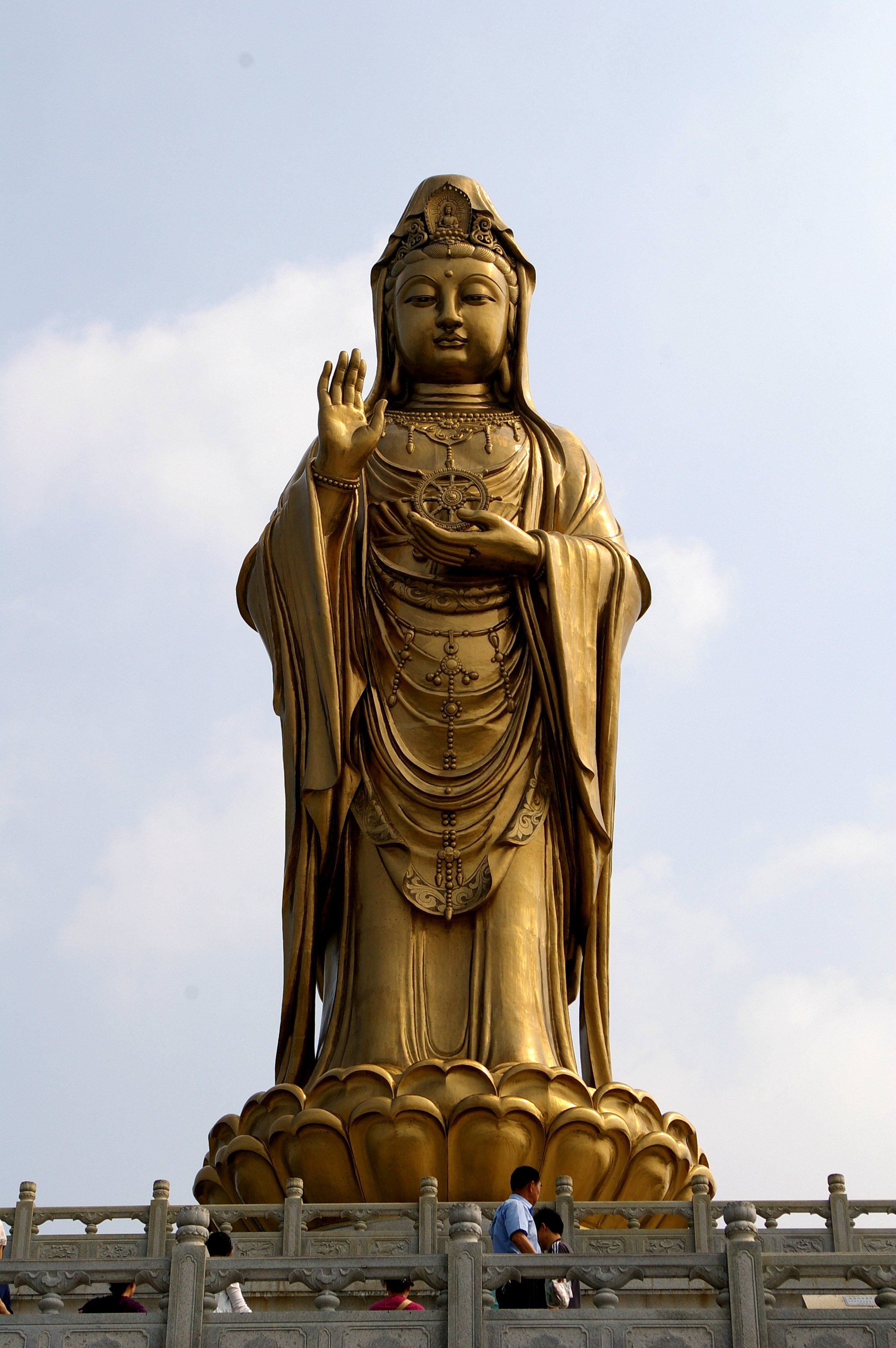
普陀山観音像

普陀山（ふださん、拼音: Pǔtúo Shān）は、中華人民共和国浙江省舟山群島にある島。中国四大仏教名山（仏教の聖地。五台山、九華山、峨眉山、普陀山）の一つで、観音菩薩が祀られている。
中華人民共和国国家級風景名勝区（1982年認定）と中国の5A級観光地（2007年認定）で、年間360万人を超える観光客が訪れる。

## 由来

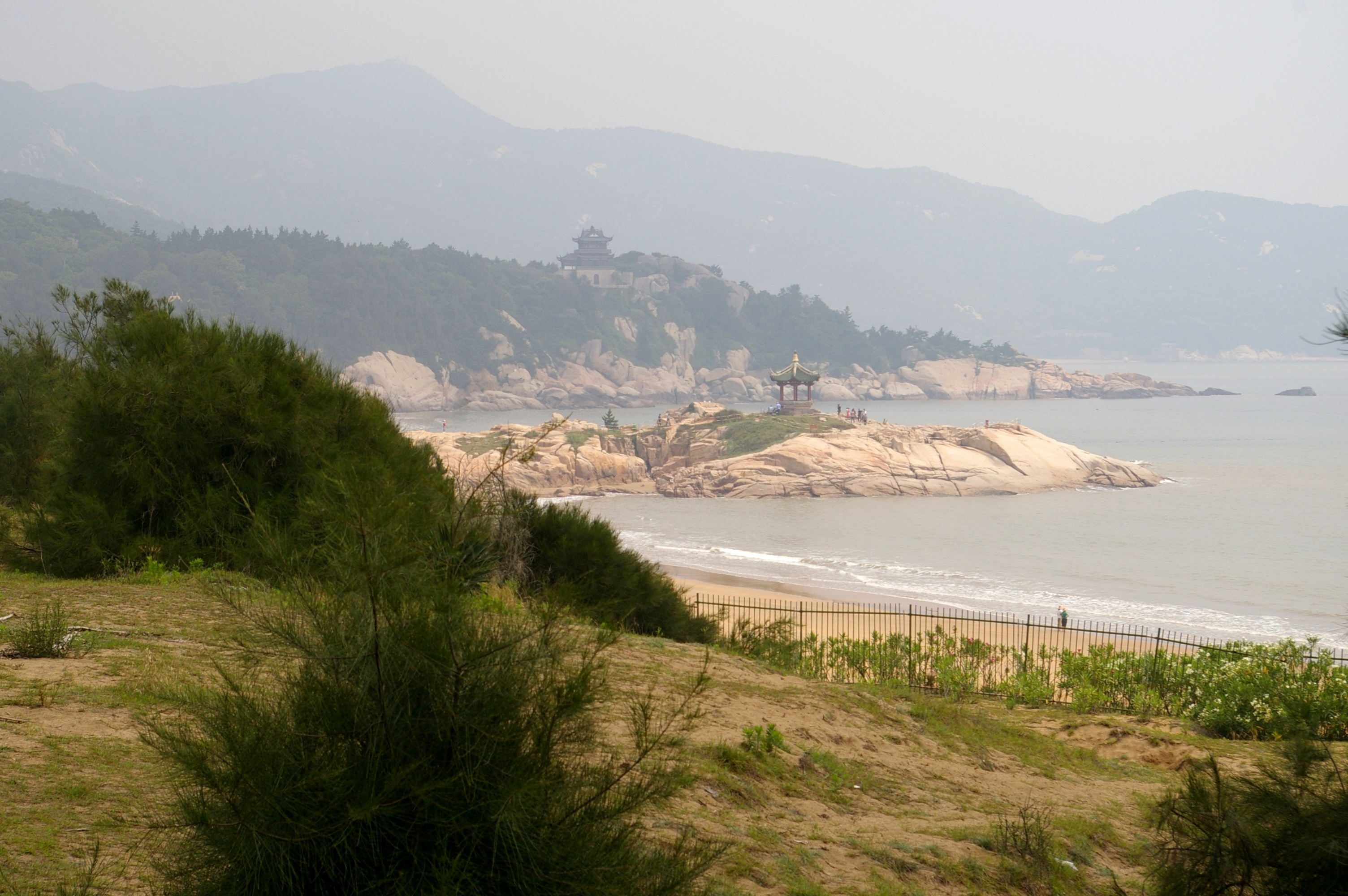
普陀山の海岸と寺院

当地が観音霊場となった由来は、後述の「普済禅寺」の項にも記述される通り、916年、中国への渡来僧である慧萼（えがく）が、中国留学を終えて日本に帰国しようとした際、日本に招来しようとした観音像が当地で日本に渡ること拒んだ（＝不肯去）、という故事にちなんでいる。よって、その観音像は「不肯去観音」と称されており、そのお堂は「不肯去観音院」と呼ばれる。以後、この舟山群島中の普陀山は、観音菩薩の浄土である補陀落に擬せられ、人々の信仰を集める中国有数の霊場となった。「普陀山」という名称の由来も、「補陀落」である。

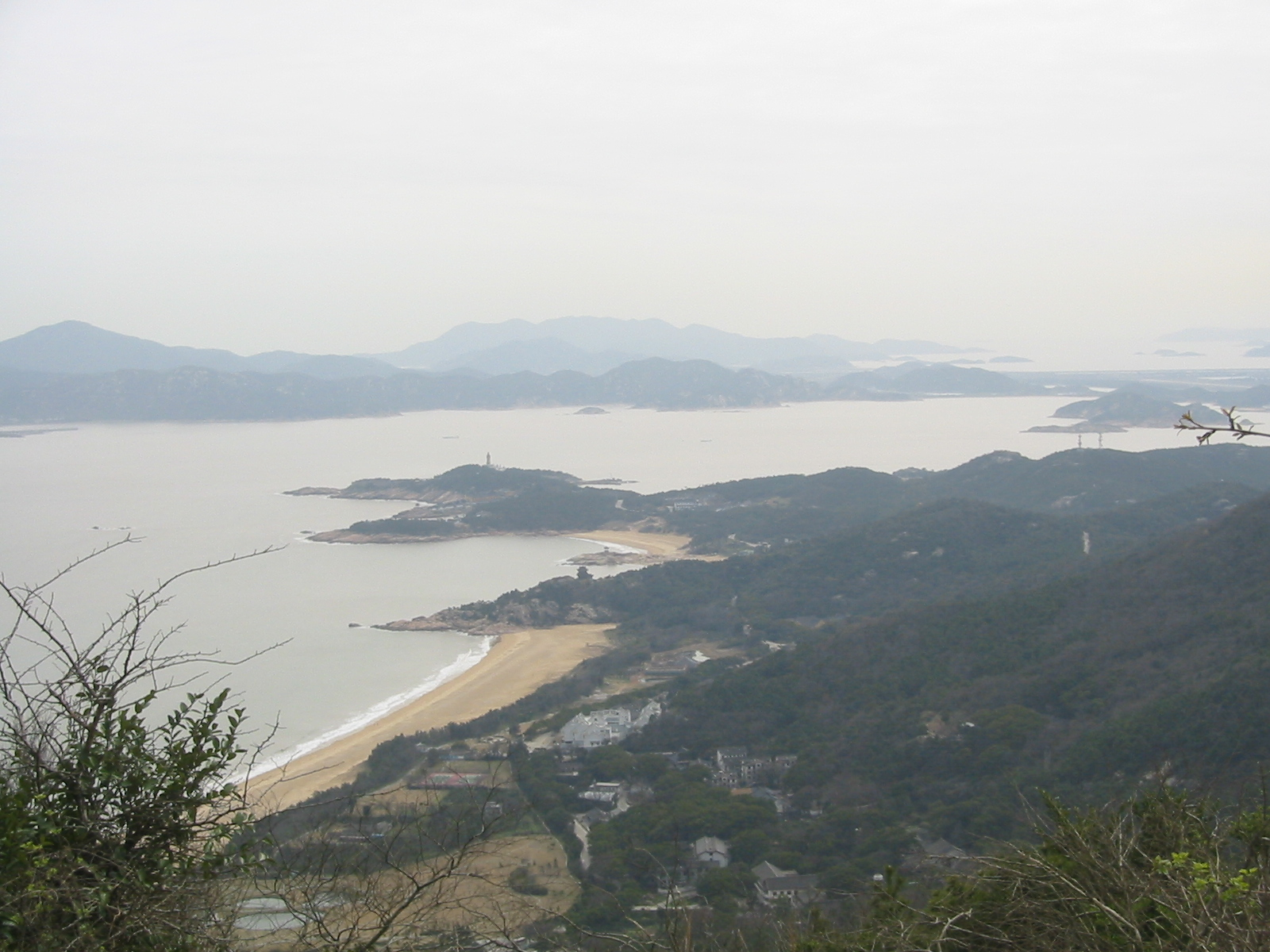
普陀山の浜辺を俯瞰する

## 地理
普陀山は杭州湾の出口から東シナ海海上を東に約100海里にあり、全島面積早く12.5平方キロメートル。細長い形をした島で、最高地点は仏頂山で海抜約300メートル。
行政的には浙江省舟山市普陀区。中国四大仏教名山のうち唯一の海上聖地であり、「海天佛国」と呼ばれる。
「磐陀石」「二亀聴法石」「説法台石」などの奇岩が多い。

## 宗教活動

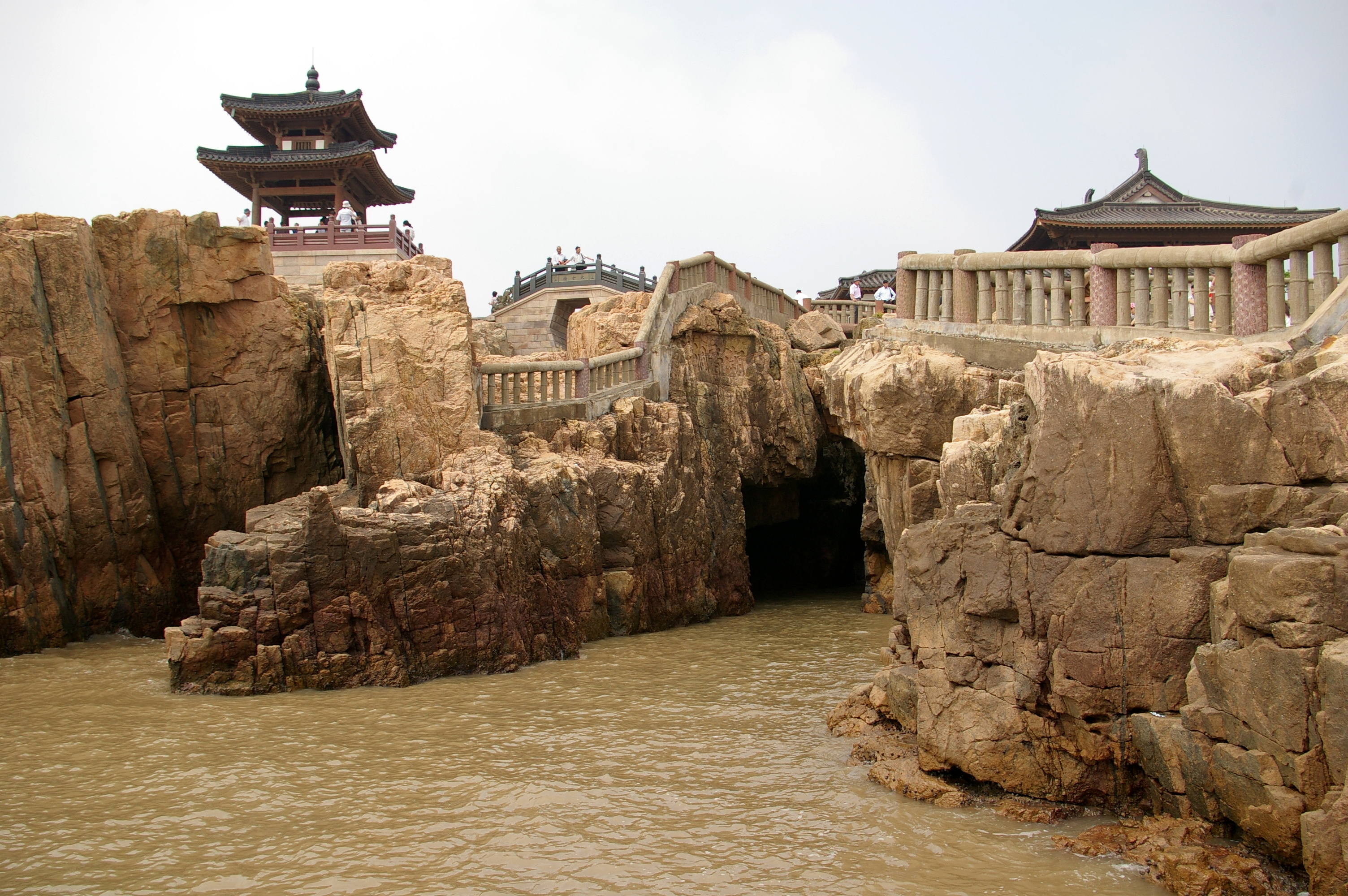
普陀山の海辺の洞窟

### 全山方丈
- 妙善：1979年に全山代理方丈に推挙され、1989年より正式に全山方丈となる。2000年死去。
- 戒忍：2002年12月に全山方丈となる。

### 主な寺院・施設
- 普済禅寺（通称「前寺」） – 不肯去観音院として916年に日本の僧侶である慧萼が開祖
- 法雨禅寺（中国語版）（「後寺」）
- 慧済禅寺（中国語版）（「仏頂山寺、中国語: 佛頂山寺」）
- 不肯去観音院（中国語版）
- 南海観音像 – 1997年建立

## 観光
- 仏頂山ロープウェイ

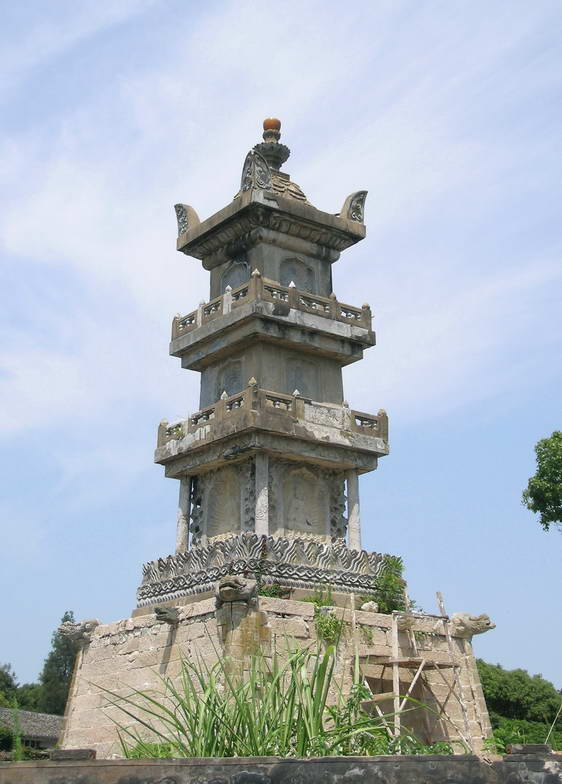
普陀山多宝塔

- 「普陀山の春旅行フェスティバル」：普陀山管理委員会、中国旅遊協会が開催する旅行関連イベント。
- 心字石

## 交通

### 航空
- 舟山普陀山空港：北京、上海、アモイ、晋江、福州、武夷山から直行便がある。中国東方航空、アモイ航空、山東航空、深圳航空が乗り入れている。

### フェリー
- 高速フェリー：寧波大謝埠頭から70分で到着。舟山島沈家門埠頭からは10分で到着。

## 備考
- 江戸時代後期の平戸藩主・松浦静山は『平戸考』・『美祢良久考』を著し、普陀山が「和漢ノ境」にあり、かつて日本の領域であったという説を引用し、江戸幕府に調査の必要性を働きかけたが認められなかったという[3]。